# 邵宗元
邵宗元（—1644年），字景康，號又芝，徐州碭山人，東林黨人，列入《明史》忠義列傳。

## 生平
邵宗元年少時在東林書院講學，後來居住在京師，與名士黃道周、劉宗周成為了忘年交。崇禎年間，邵宗元以恩貢生入仕，歷官至保定府同知，期間頗有政績。崇禎十七年二月，李自成揮師東進，接連攻陷太原等重鎮，又派遣副將軍劉方亮由固關繼續東進，而真定游擊謝嘉福又殺巡撫徐標歸降李自成，一時畿輔震動。
當時邵宗元暫攝保定府事，於是召集集通判王宗周，推官許曰可，清苑知縣朱永康，後衛指揮劉忠嗣及鄉官張羅彥、尹洗等議守城宜事。新任保定知府何復聽聞後星馳入城，並對邵宗元說「吾已誓死而入，勿以臨敵易主，搖衆心也」、「公部署已定，印仍佩之，我相與僇力可也」。監軍太監方正化向來與張羅彥相善，因此也十分信任放權於邵宗元，後來眾人在文廟讀《見危致命章》後，以二千兵馬登城分守。
崇禎十七年三月，京師淪陷，史稱「甲申之變」。李自成軍隊派人來保定招降，邵宗元親手撕毀招降信件。李自成軍又說「所過百餘城，皆開門遠迎，不降即屠。且京師已破，汝為誰守？」，城上的人聽了非常愤怒，李自成軍隨即環攻城池累日，但因邵宗元守城得力而暫時退兵。後來，大學士李建泰領殘部數百人抵達保定，叩城求入，邵宗元大罵道「荷天子厚恩，御門賜劍，酌酒餞別。今不仗鉞西征，乃叩關避賊耶？」，又對旁人說「脫賊詐為之，若何」，但經御史金毓峒保證後，始放李建泰入城。
後來李自成軍去而復返，攻城甚力，李建泰以「勢不支矣，姑與議降」勸各人投降，邵宗元說「我為朝廷守土，義不降，欲降者任為之」，又大罵道「曩者何公讓印，而元不辭焉？為城守先在我耳。今事急，且與印同死，即何公爭亦不與，肯送閣下印降書乎？元江南老貢生，下吏薄祿，不肯北面事賊公，大臣受重任，不圖報萬一乃為人趣降，獨不念皇帝親祖正陽門，以武鄉、晉公相期者乎？」，李建成部卒上前想搶印，邵宗元引刀將自刎，左右皆大哭止之，於是各人才沒有投降。李自成攻城期間，知府何復戰死，南城守將王登洲縋城出降，李建泰部的副將郭中傑又做內應開城，保定府於是淪陷了。邵宗元懷著保定府印從城牆跳落自盡，不料沒即時死亡而被俘虜，李自成兵想奪其印绶，邵宗元用盡最後一絲力氣大罵後被殺，他死後手仍抱印不放，李自成兵於是砍去其手指兩根，方才把印奪走。後來，邵宗元和何復、劉忠嗣等一起被祀於忠烈祠，清朝時賜諡忠烈。

## 評價
陳鼎:「景康䕶持其印，至死不釋，見元自火闔郡，就義如歸，賊舉其尸，五日莫能盡語，云：燕趙多義烈之士，信哉！」
汪琬：「甲申之變，保定據孤城，後京師五日而陷，其以死殉者甚眾。諸生陳禧有上谷紀事述之詳矣。予獨慕宗元罵李閣部語，侃侃壯偉，故略其始末如此。」
《清世祖章皇帝實錄》:「自闖寇發難，遍地倒戈。河南既無堅城，關中遂為賊窟，山西、畿輔一帶，莫不開門納款。惟故明保定府知府何復、同知邵宗元、指揮劉忠嗣，俱嬰守孤城，殞身賊手。」